# Курча в клітиночку
«Курча в клітиночку» — ляльковий анімаційний фільм 1978 року Творчого об'єднання художньої мультиплікації студії Київнаукфільм, режисер — Леонід Зарубін.

## Сюжет
За мотивами однойменного вірша Емми Мошковської. Про курча в клітиночку, яке не хотіло ні з ким дружити, бо всі решта були хто в цяточку, хто у смужечку, а хто у квіточку. Курчатко шукало для дружби саме такого, як воно, поки не втрапило в біду...

## Над мультфільмом працювали
- Режисер: Леонід Зарубін
- Автор сценарію: Емма Мошковська, Володимир Капустян
- Композитор: Володимир Шаповаленко
- Художник-постановник: Н. Сапожніков
- Оператор: Тамара Федяніна
- Звукорежисер: Ігор Погон
- Ляльки та декорації: А. Прищепа, В. Яковенко, Н. Вакуленко, Анатолій Радченко, Вадим Гахун, Я. Горбаченко